# 7th Armoured Division
7th Armoured Division var en brittisk pansardivision som sattes upp efter Münchenkrisen. 